# Muso Ko
„Muso Ko“ е дебютният албум на световноизвестния малийски китарист и певец Хабиб Коите и на групата му – „Бамада“. Песните „И Ка Бара“ и „Дин Дин Уо“ са включени в пакета от примерна музика за Уиндоус Виста.

## Списък на песните
1. „Fatma“ – 5:01
2. „Muso Ko“ – 4:36
3. „Den Ko“ – 5:10
4. „Nanalé“ – 5:21
5. „I Ka Barra“ – 5:00
6. „Sira Bulu“ – 4:41
7. „Nimato“ – 4:05
8. „Cigarette Abana“ – 4:21
9. „Din Din Wo“ – 4:46
10. „Kunfe Ta“ – 4:53
11. „Koulandian“ – 4:43